# ستيبوجلوكونات الصوديوم

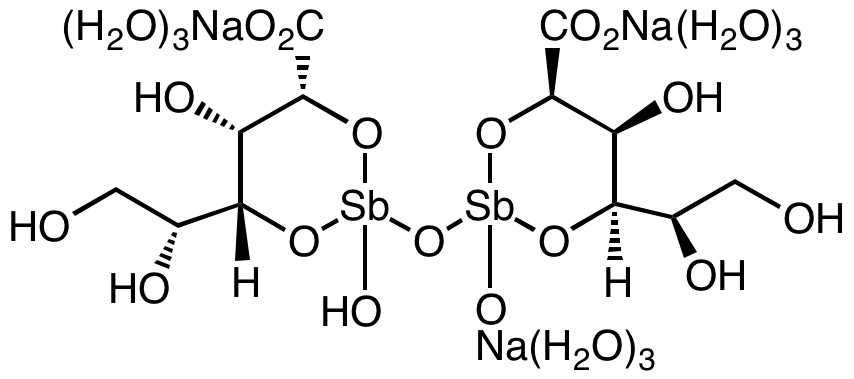
الصيغة البنائية لستيبوجلوكونات الصوديوم

ستيبوجلوكونات الصوديوم (بالإنجليزية: Sodium stibogluconate)‏ هو دواء يستخدم لعلاج داء الليشمانيات ويعطى بالحقن فقط. ينتمى إلى فئة من الأدوية تعرف بـ«الأنتيمونيات خماسية التكافؤ». يعرف ستيبوجلوكونات الصوديوم تجاريا في المملكة المتحدة باسم بنتوستام (الذي تصنعه شركة جلاكسو سميثكلاين).